# EN 1264
In der Norm EN 1264 werden Regelungen zu Flächenheizungs- und Flächenkühlungssysteme, z. B. der Fußbodenheizungen getroffen. Sie umfasst die verschiedenen raumflächenintegrierten Systeme und beschreibt die zugehörigen Komponenten.
Der Inhalt ist in fünf Teile gegliedert. Der erste Teil erläutert Symbole und liefert Definitionen im Zusammenhang mit Fußbodenheizungen. Anschließend nennt Teil 2 zwei Methoden zur Bestimmung der Wärmeleistung. Teil 3 und 4 behandeln die Dimensionierung und Installation von Fußbodenheizungen. Im Teil 5 wird auf die Bestimmung der Wärme- und Kühlleistung eingegangen.
Die Norm ist in Deutschland als DIN-Normenreihe DIN EN 1264-1 bis -5 veröffentlicht.